# Jason Niblett
Jason Niblett (Horsham, Victòria, 18 de febrer de 1983) és un ciclista australià especialista en la pista.

## Palmarès
- 2000
  -  Campió del món júnior en Velocitat per equips (amb Ryan Bayley i Mark Renshaw)
- 2001
  -  Campió del món júnior en Velocitat per equips (amb Mark French i Kial Stewart)
- 2004
  - Campió d'Oceania en Velocitat per equips (amb Ben Kersten i Shane Kelly)
- 2005
  -  Campió d'Austràlia en Velocitat per equips
- 2009
  -  Campió d'Austràlia en Velocitat per equips
- 2010
  - 1r als Jocs de la Commonwealth en Velocitat per equips (amb Scott Sunderland i Daniel Ellis)
  - Campió d'Oceania en Keirin
  - Campió d'Oceania en Velocitat per equips (amb Daniel Ellis i Scott Sunderland)

### Resultats a laCopa del Món
- 2008-2009
  - 1r a Melbourne, en Velocitat per equips